# Chalchiuhnenetzin
Chalchiuhnenetzin («noble muñeca de jade») fue una princesa azteca de Tenochtitlan y reina consorte de Tlatelolco por matrimonio con Moquíhuix de Tlatelolco. Es sobre todo conocida en la historia por las famosas leyendas sobre sus amantes.

## Biografía

### Familia
Era hija del príncipe Tezozómoc y de su prima, la princesa Atotoztli II.
Fue hermana de los emperadores Axayácatl, Tízoc y Ahuítzotl y tía de Moctezuma II y Cuitláhuac.

### Matrimonio
Chalchiuhnenetzin se casó con Moquíhuix (m. 1473), tlatoani de Tlatelolco, un altepetl o ciudad-estado. Tuvo un hijo con él, Axayaca, llamado así en honor a su hermano.
Moquihuix descuidó a Chalchiuhnenetzin, prefiriendo la compañía de otras mujeres. Al parecer, no se sentía atraído por ella porque «era bastante delgada, no era carnosa». Entregaba los regalos que le enviaba su hermano a sus amantes, relegaba a Chalchiuhnenetzin a la posición de concubina, sólo le daba ropa sencilla y tosca y la hacía dormir en un rincón; al parecer, también la golpeaba.
Los malos tratos a los que fue sometida enfurecieron a su hermano, y se le atribuyó el ataque de los aztecas al reino de Tlatelolco en 1473. Su cónyuge murió en la batalla de Tlatelolco, y Tlatelolco fue conquistado por su hermano Axayácatl. Tras la guerra, regresó a la corte de su hermano.

## Leyenda
Chalchiuhnenetzin es conocida en la historia por la famosa leyenda sobre sus amantes. Según la leyenda, Chalchiuhnenetzin recibió su propia residencia cuando se casó, donde vivía con su propia corte y era visitada por su esposo. Al parecer, enviaba a sus sirvientes a buscar hombres hermosos para que fueran sus amantes. Como estaba prohibido que una mujer mantuviera relaciones sexuales fuera del matrimonio, mandaba matar a sus amantes después del coito. Cuando su marido la visitaba y le preguntaba por las estatuas, ella respondía que eran estatuas de sus dioses.
Sin embargo, finalmente decidió mantener con vida a tres de sus amantes. Cuando el tlatoani vino a visitarla, se dio cuenta de que uno de ellos llevaba un brazalete que le había regalado a su mujer. Cuando decidió que quería acostarse con ella, observó que había sido sustituida en su cama por una estatua. Se dirigió a una habitación donde descubrió a Chalchiuhnenetzin cometiendo adulterio con sus tres amantes.

## Ancestros
|  |                                   |  |  |  |  |  |  |  |  |  |  |  |  |  |  |  |
|  | Opochtli Iztahuatzin              |  |  |  |  |  |  |  |  |  |  |  |  |  |  |  |
|  |                                   |  |  |  |  |  |  |  |  |  |  |  |  |  |  |  |
|  |                                   |  |  |  |  |  |  |  |  |  |  |  |  |  |  |  |
|  | Acamapichtli                      |  |  |  |  |  |  |  |  |  |  |  |  |  |  |  |
|  |                                   |  |  |  |  |  |  |  |  |  |  |  |  |  |  |  |
|  |                                   |  |  |  |  |  |  |  |  |  |  |  |  |  |  |  |
|  | Atotoztli I                       |  |  |  |  |  |  |  |  |  |  |  |  |  |  |  |
|  |                                   |  |  |  |  |  |  |  |  |  |  |  |  |  |  |  |
|  |                                   |  |  |  |  |  |  |  |  |  |  |  |  |  |  |  |
|  | Itzcóatl                          |  |  |  |  |  |  |  |  |  |  |  |  |  |  |  |
|  |                                   |  |  |  |  |  |  |  |  |  |  |  |  |  |  |  |
|  |                                   |  |  |  |  |  |  |  |  |  |  |  |  |  |  |  |
|  | Matlalxochtzin (esclavo tepaneca) |  |  |  |  |  |  |  |  |  |  |  |  |  |  |  |
|  |                                   |  |  |  |  |  |  |  |  |  |  |  |  |  |  |  |
|  |                                   |  |  |  |  |  |  |  |  |  |  |  |  |  |  |  |
|  | Tezozómoc                         |  |  |  |  |  |  |  |  |  |  |  |  |  |  |  |
|  |                                   |  |  |  |  |  |  |  |  |  |  |  |  |  |  |  |
|  |                                   |  |  |  |  |  |  |  |  |  |  |  |  |  |  |  |
|  | Tlancuitlaatzin                   |  |  |  |  |  |  |  |  |  |  |  |  |  |  |  |
|  |                                   |  |  |  |  |  |  |  |  |  |  |  |  |  |  |  |
|  |                                   |  |  |  |  |  |  |  |  |  |  |  |  |  |  |  |
|  | Chalchiuhnenetzin                 |  |  |  |  |  |  |  |  |  |  |  |  |  |  |  |
|  |                                   |  |  |  |  |  |  |  |  |  |  |  |  |  |  |  |
|  |                                   |  |  |  |  |  |  |  |  |  |  |  |  |  |  |  |
|  | Acamapichtli                      |  |  |  |  |  |  |  |  |  |  |  |  |  |  |  |
|  |                                   |  |  |  |  |  |  |  |  |  |  |  |  |  |  |  |
|  |                                   |  |  |  |  |  |  |  |  |  |  |  |  |  |  |  |
|  | Huitzilihuitl                     |  |  |  |  |  |  |  |  |  |  |  |  |  |  |  |
|  |                                   |  |  |  |  |  |  |  |  |  |  |  |  |  |  |  |
|  |                                   |  |  |  |  |  |  |  |  |  |  |  |  |  |  |  |
|  | Tezcatlan Miyahuatzin             |  |  |  |  |  |  |  |  |  |  |  |  |  |  |  |
|  |                                   |  |  |  |  |  |  |  |  |  |  |  |  |  |  |  |
|  |                                   |  |  |  |  |  |  |  |  |  |  |  |  |  |  |  |
|  | Moctezuma I                       |  |  |  |  |  |  |  |  |  |  |  |  |  |  |  |
|  |                                   |  |  |  |  |  |  |  |  |  |  |  |  |  |  |  |
|  |                                   |  |  |  |  |  |  |  |  |  |  |  |  |  |  |  |
|  | Tezcacohuatzin                    |  |  |  |  |  |  |  |  |  |  |  |  |  |  |  |
|  |                                   |  |  |  |  |  |  |  |  |  |  |  |  |  |  |  |
|  |                                   |  |  |  |  |  |  |  |  |  |  |  |  |  |  |  |
|  | Miahuaxíhuitl                     |  |  |  |  |  |  |  |  |  |  |  |  |  |  |  |
|  |                                   |  |  |  |  |  |  |  |  |  |  |  |  |  |  |  |
|  |                                   |  |  |  |  |  |  |  |  |  |  |  |  |  |  |  |
|  | Atotoztli II                      |  |  |  |  |  |  |  |  |  |  |  |  |  |  |  |
|  |                                   |  |  |  |  |  |  |  |  |  |  |  |  |  |  |  |
|  |                                   |  |  |  |  |  |  |  |  |  |  |  |  |  |  |  |
|  | Tezcacohuatzin                    |  |  |  |  |  |  |  |  |  |  |  |  |  |  |  |
|  |                                   |  |  |  |  |  |  |  |  |  |  |  |  |  |  |  |
|  |                                   |  |  |  |  |  |  |  |  |  |  |  |  |  |  |  |
|  | Cuauhtototzin                     |  |  |  |  |  |  |  |  |  |  |  |  |  |  |  |
|  |                                   |  |  |  |  |  |  |  |  |  |  |  |  |  |  |  |
|  |                                   |  |  |  |  |  |  |  |  |  |  |  |  |  |  |  |
|  | Chichimecacihuatzin I             |  |  |  |  |  |  |  |  |  |  |  |  |  |  |  |
|  |                                   |  |  |  |  |  |  |  |  |  |  |  |  |  |  |  |
|  |                                   |  |  |  |  |  |  |  |  |  |  |  |  |  |  |  |